# Оринин
Ори́нин (укр. Оринин) — село в Каменец-Подольском районе Хмельницкой области Украины.
Население по переписи 2001 года составляло 2701 человек. Почтовый индекс — 32331. Телефонный код — 3849. Занимает площадь 2,974 км².

## Известные уроженцы
- Герой Советского Союза Никольчук, Николай Леонтьевич.
- сценарист Комарницкий, Антон Аполлинариевич
- Семён Константинович Гитлер
- Начальник девятого государственного пожарно-спасательного отряда ГУ ГСЧС Украины в Донецкой области Виталий Владимирович Кинц
- Зильберг(Вайнштейн), Циля Израйлевна, действительный член международной академии авторов научных открытий и изобретений (МААНОИ)

## Местный совет
32331, Хмельницкая обл., Каменец-Подольский р-н, с. Оринин, ул. Тараса Шевченка, 70